# International Maritime Health
International Maritime Health – to oficjalny kwartalnik Instytutu Medycyny Morskiej i Tropikalnej wydawany przez Wydawnictwo Via Medica. Redaktorem naczelnym jest dr hab. Bogdan Jaremin. Zastępcą redaktora naczelnego jest dr Eilif Dahl.
W skład rady naukowej wchodzą samodzielni pracownicy naukowi z tytułem profesora lub doktora habilitowanego z Polski oraz z zagranicy. Artykuły ukazują się w języku angielskim. 

## Stałe działy
- prace oryginalne
- artykuły poglądowe

## Indeksacja
- Index Copernicus (IC)
- Index Medicus/MEDLINE

Współczynniki cytowań:
- Index Copernicus (2009): 6,32[1]

Na liście czasopism punktowanych przez polskie Ministerstwo Nauki znajduje się w części B. W roku 2010 miał sześć punktów, natomiast w 2014 – 10.